# Échiquier politique
Pour l’article homonyme, voir Échiquier.

Clivage droite-gauche classique,,.

Schéma du quadrant politique, la ligne verticale représente le degré de liberté individuelle et la ligne horizontale le degré de liberté économique.

« Échiquier politique » est une expression qui rapproche métaphoriquement le positionnement des partis politiques, mouvements politiques, et courants politiques d'une société au positionnement des pièces d'un jeu d'échecs sur un échiquier. Dans l'image de l'échiquier, les organisations politiques sont placées, telles les pièces d'un jeu d'échecs, à gauche si elles appartiennent à la gauche et à droite si elles appartiennent à la droite, et il est induit que ces organisations politiques diffèrent par leurs puissances et leurs importances, tout comme la dame et le roi diffèrent des pions.
On assimile souvent dans le langage courant à un échiquier n'importe quelle représentation d'un paysage politique : ces représentations peuvent être une simple échelle, ou un graphique à deux ou trois dimensions dont les axes représentent différentes variables (par exemple l'importance donnée aux libertés économiques). À la place d'échiquier politique, on parle dans de nombreuses langues, notamment en anglais et en allemand, de « spectre politique », en référence au spectre de décomposition de la lumière blanche.

## Terminologie
Cette section ne s'appuie pas, ou pas assez, sur des sources secondaires ou tertiaires indépendantes du sujet.

Pour l'améliorer, ajoutez-en, ou placez des modèles {{Source secondaire souhaitée}} ou {{Source secondaire nécessaire}} sur les passages mal sourcés. (juin 2024)
En langue française, l'expression échiquier politique a déjà été utilisée sous la Restauration, en 1820, dans son sens normand (ou britannique) de justice : le 7 mai 1820, dans la Gazette de France : « Dans un grand état ou les inégalités de territoire, de population, de fortune sont fréquentes, ou l’on remarque des différences dans le langage, dans les mœurs, dans le climat même, l'uniformité est impossible. Votre puissance n’est pas assez grande pour faire de la France un échiquier politique ou pour astreindre l’exercice des droits au niveau de l'égalité. »
En langue française, l'expression échiquier politique a été reprises sous la monarchie de Juillet, par exemple :
- en 1832, Jacques Marquet de Montbreton de Norvins, dans son Essai sur la Révolution française depuis 1789 jusqu'à l'avènement au trône de Louis-Philippe d'Orléans écrit : « Mais le plénipotentiaire français a conservé dans Chàtillon les habitudes de Prague ; malgré la différence de position sur l’échiquier politique, et au lieu de frapper à la porte de Castelreagh, il écrit à Chaymont à M. de Metternich, qu’un hourra de cavalerie a dispersé avec son maître. »
- en 1839, Alexandre Dumas reprend l'expression dans les Borgia, un roman de la série Crimes célèbres : « Quant au nouveau pontife, à peine avait-il rempli les formalités d’étiquette que lui imposait son exaltation, et payé à chacun le prix de sa simonie, qu'il jeta, du haut du Vatican, les yeux sur l'Europe, vaste échiquier politique, qu'il avait l'espérance de diriger au gré de son génie. »

Une autre expression, spectre politique, est également utilisée en langue française dès les années 1870, comme, le 12 avril 1870 dans le Paris-Journal : « Si j’avais à dresser la dégradation des couleurs du spectre politique, je l’établirais de la façon suivante. ».

## Distinction gauche-droite
Par échiquier politique, il est en réalité souvent fait référence à une simple échelle gauche-droite. Cette échelle va de l'extrême gauche et la gauche représentée par les partis socialistes, les mouvements anarchistes/libertaires et communistes, puis, en passant par les sociaux-démocrates, la droite (partis conservateurs, économiquement keynésiens) et l'extrême droite.
Ces classifications sont différentes d'un pays à l'autre, et à chaque pays correspond un échiquier politique particulier. Ce qui se situe à gauche sur l'échiquier politique d'un pays peut se trouver à droite sur l'échiquier politique d'un autre pays. Les positions des différentes organisations politiques d'un pays les unes par rapport aux autres sont donc relatives.

## Représentations alternatives
Certains analystes politiques affirment que le clivage gauche-droite, qui est fondamental dans l'idée que le paysage politique puisse être représenté sous forme d'échiquier, est devenu inadéquat[source insuffisante].
D'autres axes que l'axe gauche-droite sont utilisés :
- selon le degré d'intervention de l'État, créant ainsi une échelle allant du totalitarisme à l'anarchisme ;
- d’après l'importance de l'écologie dans les programmes politiques, mettant en valeur plusieurs degrés d’écologie (modéré, intermédiaire ou avancé) ;
- en fonction du rôle de l'Église, entre cléricalisme et laïcisme, un axe qui, selon les pays, est parfois directement superposé à l'axe droite-gauche ;
- en politique étrangère, selon les positionnements, en partant de l’interventionnisme jusqu’à l’isolationnisme :
  - en liaison avec la politique étrangère, le degré de militarisme : bellicisme et pacifisme dont les partisans dans certains pays sont désignés par les termes de « faucons » et « colombes »,
- en matière de commerce extérieur, plusieurs axes différents peuvent être décrits, comme les modalités de mise en œuvre des échanges (libre-échangisme-protectionnisme), ou encore le type de mondialisation souhaitée (modéré, intermédiaire, avancée).
- la politique d'immigration, selon un axe allant du multiculturalisme, en passant par l’assimilationnisme et en terminant par le nativisme ;
- la représentativité du pouvoir, comme l’axe démocratie-oligarchie-monarchie, ou encore les différentes conceptions républicaines (exemple : montagnards, élus de la Plaine et girondins sous la Convention) ;
- le type d'évolution de la société : axe allant de la révolution à la réaction, ou encore, échelle allant du progressisme au conservatisme ;
- la forme de l'État, d’unitaire à fédéral, ou encore, centralisé, déconcentré et décentralisé :
  - à l’échelle territoriale : centralisme, régionalisme, autonominisme et indépendantisme local,
  - en Europe : l'intégration dans l'Europe : de souverainisme à fédéralisme.

### Diagrammeslibertariens

#### Diagramme de Nolan

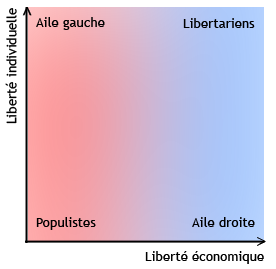
Diagramme de Nolan.

Un autre modèle est celui du libertarien David Nolan. Ce diagramme montre ce qu'il considère comme les « libertés économiques » (comme le niveau des impôts, le marché libre et la libre entreprise) sur l'axe des abscisses, et les « libertés individuelles » (liberté de circulation, laïcité, libre possession de son corps qui regroupe la légalisation des drogues, l'avortement, l'euthanasie, etc.) sur l'axe des ordonnées.
Ceci place l'aile gauche en haut à gauche de ce diagramme, l'aile droite en bas à droite, les libertariens en haut à droite, et en bas à gauche les totalitaristes (d'extrême-gauche comme d'extrême droite). Ces derniers furent regroupés par Nolan sous l'appellation de populistes pour leur tendance à s'appuyer sur le « petit peuple », toutefois cela ne recoupe pas l'usage récent du terme populiste pour désigner des programmes économiquement très libéraux. L'axe gauche/droite est donc représenté par une diagonale traversant le diagramme du coin supérieur gauche au coin inférieur droit.

#### Political compass
Suivant largement la méthode d'Hans Eysenck, un autre modèle a été conçu, qui positionne les questions économiques sur l'axe horizontal et les questions de liberté sur l'axe vertical.

### Diagramme de Pournelle

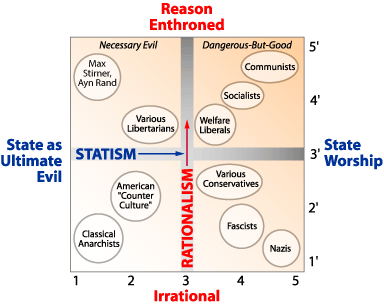
Diagramme de Pournelle

Le diagramme de Jerry Pournelle classe les idéologies en fonction de leur degré d'étatisme et de rationalisme, par deux axes, un en abscisse qui va de l'« État comme mal ultime » au « culte de l'État », et un en ordonnée qui va de l'« irrationalisme » à la « raison intronisée ». Le rationalisme y est défini comme la croyance en un progrès social planifié, avec en haut du diagramme ceux qui croient que les problèmes de société peuvent être résolus rationnellement, et en bas ceux qui redoutent de telles approches.

### Inglehart: traditionaliste-laïc et expressionniste-survivaliste

Diagramme "carte des valeurs" de Inglehart

Dans son numéro du 4 janvier 2003, The Economist a présenté un graphique  proposé par Ronald Inglehart et soutenu par le World Values Survey (associé à l' Université du Michigan ), pour représenter l'idéologie culturelle sur deux dimensions: traditionaliste-laïc et expressionniste(comprendre progressiste)-survivaliste.

### Modèles à trois dimensions

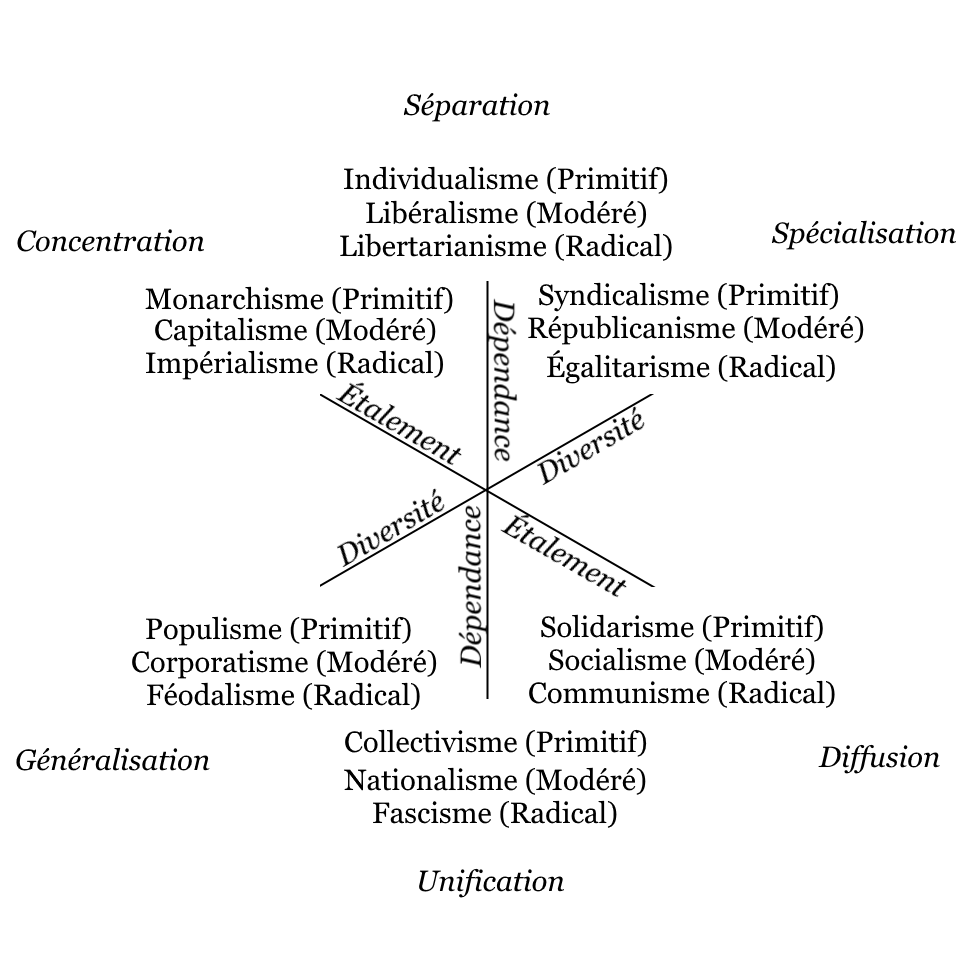
L'échiquier politique en trois dimensions fonctionnelles avec les idéologies primitives, modérées et radicales associées.

Deux modèles cubiques ont été construits d'après le diagramme de Nolan :
- Celui du Friesian Institute ajoute aux deux axes déjà existant un troisième représentant les libertés « positives » (droits politiques).
- L'autre s'intitule la Vosem Chart, et décompose les « libertés économiques » en « liberté d'entreprise » et « gouvernance / liberté de s'informer et de participer aux décisions ».

## Modèle spatial de vote
Le modèle spatial de vote place les électeurs et les candidats dans un espace multidimensionnel où chaque dimension représente un enjeu politique unique,, sous-composant d'un enjeu  ou d'un attribut du candidat.  Les électeurs sont ensuite modélisés comme ayant un « point idéal » dans cet espace et votant pour les candidats les plus proches de ce point. Les dimensions de ce modèle peuvent également être attribuées à des propriétés non politiques des candidats, telles que la corruption perçue, la santé, etc.
La plupart des autres spectres de cet article peuvent alors être considérés comme des projections de cet espace multidimensionnel sur un nombre plus restreint de dimensions.  Par exemple, une étude sur les électeurs allemands a révélé qu'au moins quatre dimensions étaient nécessaires pour représenter correctement tous les partis politiques.

## Critiques
Ce type de représentations sont souvent critiqués pour la subjectivité définissant les axes « à priori » mais aussi la position du « milieu », là où se croise les axes, ou dans le cas du diagramme de Nolan, la diagonale, favorise certains biais liés à la neutralité (voir faux équilibre et le sophisme du juste milieu).